# Hadrodactylus tianzhuensis
Hadrodactylus tianzhuensis är en stekelart som beskrevs av Mao-Ling Sheng 2004. Hadrodactylus tianzhuensis ingår i släktet Hadrodactylus och familjen brokparasitsteklar. Inga underarter finns listade i Catalogue of Life.